# Генк ван Гооф
Гендрикус Андреас Ламбертус «Генк» ван Гооф (народився 9 листопада 1947) — нідерландський політик у відставці, член Народної партії за свободу і демократію (VVD) і морський офіцер.
Ван Гооф служив у Королівському військово-морському флоті Нідерландів з квітня 1965 року по травень 1981 року та був профспілковим лідером Королівської асоціації офіцерів військово-морського флоту з травня 1981 року по листопад 1991 року, а також обіймав посаду генерального секретаря асоціації з липня 1990 року по листопад 1991 року. Ван Гооф став членом Палати представників після того, як Генка Конінґа призначили головою Рахункової палати, і він вступив на посаду 5 листопада 1991 року. Після виборів 1998 року Ван Гооф був призначений державним секретарем з питань оборони в кабінеті Кока II, вступивши на посаду 3 серпня 1998 року. Кабінет міністрів Кока II пішов у відставку 16 квітня 2002 року після висновків звіту NIOD про різанину в Сребрениці під час Боснійської війни та й далі виконував обов'язки умовно. Після виборів 2002 року Ван Гооф повернувся як член Палати представників, вступивши на посаду 23 травня 2002 року. Після формування кабінету міністрів у 2002 році Ван Гооф не отримав посади в новому кабінеті міністрів, і 22 липня 2002 року кабінет Кока II був замінений кабінетом Балкененде І. У серпні 2002 року Ван Гооф оголосив, що не балотуватиметься на виборах 2003 року, і далі працював до кінця парламентського терміну 30 січня 2003 року. У серпні 2003 року Ван Гооф був призначений виконувачем обов'язків мера Делфзейла після того, як виконувач обов'язків мера Аннемарі Йоррітсма була призначена мером Алмере, і обіймав цю посаду з 16 серпня 2003 року до 1 травня 2004 року. Ван Гооф був призначений державним секретарем із соціальних питань та зайнятості в кабінеті Балкененде II після того, як Марк Рютте був призначений державним секретарем з питань освіти, культури та науки, вступивши на посаду 17 червня 2004 року. Кабінет міністрів Балкененде II формально пішов у відставку 30 червня 2006 року й далі виконував свої обов'язки, доки його не змінив тимчасовий кабінет Балкененде III, а Ван Гооф залишив посаду державного секретаря з соціальних питань та зайнятості, вступивши на посаду 7 липня 2006 року. У серпні 2006 року Ван Гооф оголосив про свій відхід з національної політики та про те, що він не балотуватиметься на виборах 2006 року. Кабінет Балкененде III був замінений кабінетом Балкененде IV 22 лютого 2007 року.
Ван Гооф залишив активну політичну діяльність і почав працювати в приватному та державному секторах і займав численні посади корпоративного директора та некомерційного директора в кількох радах директорів і наглядових радах (Асоціації середньої освіти Лімбурга, Фонді пенсійних коштів для догляду і добробуту) і як виконавчий директор торгової асоціації Конфедерації промисловості та роботодавців (VNO-NCW).

## Відзнаки
| Військові нагороди |                                                         |            |                        |                                             |
| Стрічка            | Нагорода                                                | Країна     | Дата                   | коментар                                    |
| </img>             | Офіцерський хрест                                       | Нідерланди | 15 квітня 1980 року    |                                             |
| </img>             | Знак відмінника за довгострокову, чесну та вірну службу | Нідерланди | 30 листопада 1997 року | Звільнення з почестями                      |
| Почесті            |                                                         |            |                        |                                             |
| Стрічка            | Почесть                                                 | Країна     | Дата                   | коментар                                    |
| </img>             | Офіцер ордена Оранж-Нассау                              | Нідерланди | 11 квітня 2007 р       | Підвищено від рангу лицаря (10 грудня 2002) |